# Sonnet 146

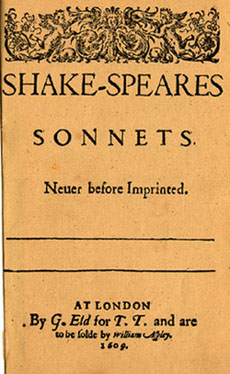
Sonnetten van Shakespeare, 1609

Sonnet 146 van William Shakespeare behoort binnen zijn sonnettenbundel tot een reeks waarin de dichter zijn sterke liefde voor een Dark Lady uitdrukt. Deze Dark Lady-reeks, die eindigt met Sonnet 152, volgt de Fair Youth-reeks op waarin de dichter een mooie jongeman toespreekt.
In dit sonnet pleit de dichter ervoor om minder belang te hechten aan de uiterlijke dingen (kleding, rijkdom, lust, voedsel enzovoort), want alleen een spiritueel geleid leven, een leven dat de ziel voedt, garandeert de eeuwigheid en zal de dood overwinnen. Ook in Sonnet 127 liet de dichter zich al laatdunkend uit over het gedrag van zijn dame, die zich naar zijn smaak te veel opsmukte en dus het uiterlijke te veel belang gaf.

## Shakespeares tekst
| Sonnet 146 Poor soul, the centre of my sinful earth, [...] these rebel powers that thee array; Why dost thou pine within and suffer dearth, Painting thy outward walls so costly gay? Why so large cost, having so short a lease, Dost thou upon thy fading mansion spend? Shall worms, inheritors of this excess, Eat up thy charge? Is this thy body's end? Then, soul, live thou upon thy servant's loss, And let that pine to aggravate thy store. Buy terms divine in selling hours of dross; Within be fed, without be rich no more. So shall thou feed on death, that feeds on men, And death once dead, there's no more dying then. |

## Vertaling
Arme ziel, centrum van mijn zondig bestaan,

[...] die rebelse krachten die je insluiten,

Waarom toch lijd je zo vanbinnen en kwijn je weg,

En dos je jezelf zo vrolijk uit, alsof het je niets kost?

Waarom besteed je zo veel aan zoiets tijdelijks,

Aan die voorlopige woonst die al verkommert?

Want wormen, die je als erfgenamen wachten,

Zullen alles wat je uitgaf weer verteren.

Daarom, ziel, leef verder na het verlies van je dienaar,

Laat hem wegkwijnen om jezelf te verrijken,

Investeer in eeuwigheid liever dan in wat toch verloren gaat;

Voed je innerlijke zelf en geef de rijkdom op:

Alleen op die manier kun je de dood overwinnen,

En eens de dood gestorven, is er geen sterven meer.

## Analyse
Shakespeares sonnetten zijn voornamelijk geschreven in een metrum genaamd jambische pentameter, een rijmschema waarin elke sonnetregel bestaat uit tien lettergrepen. De lettergrepen zijn verdeeld in vijf paren, jamben genoemd, waarbij elk paar begint met een onbeklemtoonde lettergreep.
In de tweede versregel van dit sonnet [...] these rebel powers that thee array, ontbreekt het begin. In de quarto-uitgave van 1609 begint deze regel met een blijkbaar niet-gewilde herhaling van de laatste drie woorden van de eerste regel. Bij pogingen om deze versregel te restaureren werden verschillende mogelijkheden voorgesteld, zoals Thrall to ('tot slaaf gemaakt van'), Hemm'd with ('ingesloten door'), Fooled by ('voor de gek gehouden door') en Feeding ('voedend').
De "dienaar" in versregel 9 is het lichaam, het tijdelijke huis (the mansion uit regel 6) van de ziel.